# Kengo Fukudome
Kengo Fukudome (japanisch 福留 健吾 Fukudome Kengo; * 14. Mai 1987 in der Präfektur Tottori) ist ein japanischer Fußballspieler.

## Karriere
Fukudome erlernte das Fußballspielen in der Schulmannschaft der Sakai High School und der Universitätsmannschaft der Kansai-Universität. Seinen ersten Vertrag unterschrieb er 2010 bei SV Kriegsdorf. Danach spielte er bei 1. FC Niederkassel, SF Troisdorf und ab Januar 2014 zunächst bei der zweiten Mannschaft von Alemannia Aachen in der Fußball-Mittelrheinliga sowie ab Juli des Jahres bei der ersten Mannschaft in der Fußball-Regionalliga West. Zwischenzeitlich war Fukudome immer wieder mal für einige Monate vereinslos. 
Im September 2015 wechselte Fukudome nach Japan zum Fußballverein Mito HollyHock, der in der zweithöchsten Liga des Landes, der J2 League, spielte und für den er bis Februar 2016 auflief. Nach einer anschließenden erneuten vereinslosen Zeit wechselte er im Februar 2017 zum Drittligisten Azul Claro Numazu und wurde ab der Saison 2019/2020 von Albirex Niigata (Singapur) verpflichtet, die in der Singapore Premier League spielt und mit der er unter anderem am Singapore Cup teilnahm. Seit 2020 spielt Fukodome für Gainare Tottori, einer Mannschaft der japanischen J3 League.